# Summonte
Summonte é uma comuna italiana da região da Campania, província de Avellino, com cerca de 1.563 habitantes. Estende-se por uma área de 12 km², tendo uma densidade populacional de 130 hab/km². Faz fronteira com Avellino, Capriglia Irpina, Mercogliano, Ospedaletto d'Alpinolo, Pannarano (BN), Pietrastornina, Quadrelle, Sant'Angelo a Scala, Sirignano, Sperone.

## Demografia
| Variação demográfica do município entre 1861 e 2011                               |
|                                                                                   |
| Fonte: Istituto Nazionale di Statistica (ISTAT) - Elaboração gráfica da Wikipedia |